# ث
ث‎(아랍어: ﺛﺎء 사[*])는 아랍 문자의 네 번째 글자로, 음가는 무성 치 마찰음 /θ/이다. 모양새가 비슷한 ت‎(/t/), ب‎ /b/ 와 비교해서, 점이 상단에 세개 있는 점이 다르다.
| 단어에서의 위치: | 독립형 | 어미형 | 어중형 | 어두형 |
| ---------------- | ------ | ------ | ------ | ------ |
| 문자 형태:       | ث‎      | ـث‎     | ـثـ‎    | ثـ‎     |